# Hauser Kaibling

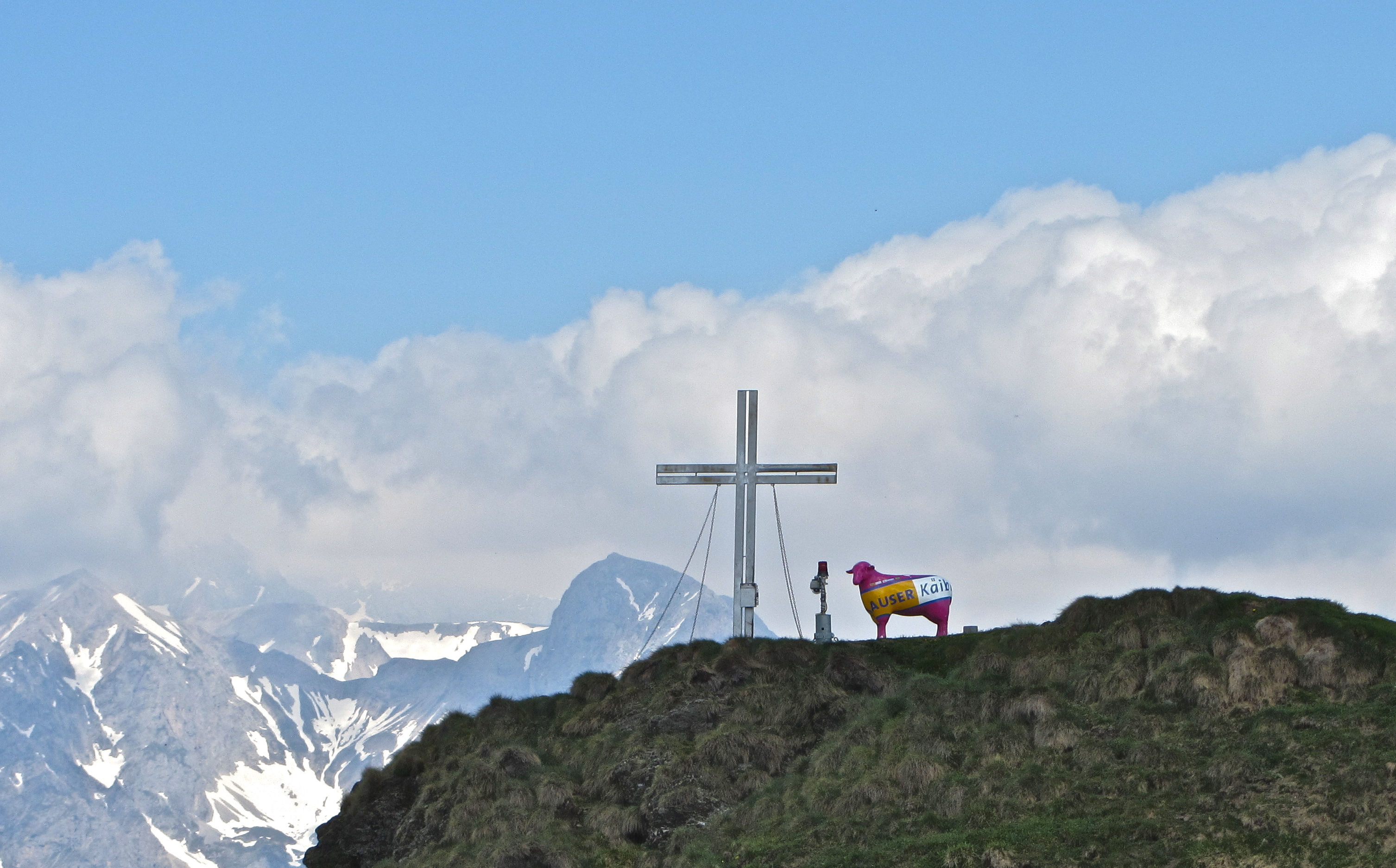
Gipfel des Hauser Kaiblings, im Hintergrund das Dachsteinmassiv

Der Hauser Kaibling ist mit seinen 2015 Metern der höchste Berg der Schladminger 4-Berge-Skischaukel. Am Fuße des Berges, der zwischen der Planai und der Galsterbergalm liegt, befindet sich die Marktgemeinde Haus im Ennstal.

## Liftbetrieb
Der Hauser Kaibling hat:
- 7 Sesselbahnen (Senderbahn, Kaibling 6er, Kaiblinggrat, Gipfelbahn, Höfi Express I, Höfi Express II, Alm 6er)
- 2 Schlepplifte (Übungslift, Wollis Tellerlift)
- 1 Gondelbahn (Kaibling 8er)
- 1 Seilbahn (Schladminger-Tauern-Seilbahn)

| Seilbahn                           | Art                                                                 | Inbetrieb- nahme | Länge in m | Personen- Kapazität | Hersteller   | ersetzter Lift                                      | Winter | Sommer |
| ---------------------------------- | ------------------------------------------------------------------- | ---------------- | ---------- | ------------------- | ------------ | --------------------------------------------------- | ------ | ------ |
| Schladminger-Tauern-Seilbahn       | 8er Pendelseilbahn                                                  | 1960             | 3166       | 80                  | Voest-Alpine |                                                     |        |        |
| Kaibling 8er                       | 8er Gondelbahn                                                      | 2000             | 2525       | 2400                | Doppelmayr   | 4er Gondelbahn                                      |        |        |
| Kaiblinggrat                       | 8er Hochgeschwindigkeitsseselbahn mit Abdeckhauben und Sitzheizung  | 2024             |            | 3600                | Leitner      | 4er Hochgeschwindigkeitssesselbahn mit Abdeckhauben |        |        |
| Alm 6er                            | 6er Hochgeschwindigkeitssesselbahn mit Abdeckhauben und Sitzheizung | 2011             | 1492       | 2400                | Doppelmayr   | Schlepplift                                         |        |        |
| Kaibling 6er                       | 6er Hochgeschwindigkeitssesselbahn mit Abdeckhauben                 | 2003             | 1973       | 2020                | Doppelmayr   | zwei Schlepplifte                                   |        |        |
| Gipfelbahn                         | 4er Hochgeschwindigkeitssesselbahn mit Abdeckhauben und Sitzheizung | 2009             | 520        | 1790                | Doppelmayr   | Schlepplift                                         |        |        |
| Senderbahn                         | 4er Hochgeschwindigkeitssesselbahn mit Abdeckhauben                 | 1998             | 1598       | 1430                | Doppelmayr   |                                                     |        |        |
| Höfi-Express I                     | 4er Hochgeschwindigkeitssesselbahn mit Abdeckhauben                 | 1996             | 1133       | 1600                | Leitner      | Schlepplift                                         |        |        |
| Höfi-Express II                    | 4er Hochgeschwindigkeitssesselbahn mit Abdeckhauben                 | 2001             | 1263       | 2000                | Leitner      | Schlepplift                                         |        |        |
| Übungslift                         | Tellerschlepplift                                                   | 2003             | 381        | 600                 | Doppelmayr   |                                                     |        |        |
| Wollis-Lift                        | Tellerschlepplift                                                   | 2021             | 214        | 651                 | Doppelmayr   |                                                     |        |        |
| Ennslingalmlift (Nicht in Betrieb) | Doppelter Ankerschlepplift                                          | 1980             | 1691       | 1200                | Doppelmayr   |                                                     |        |        |

## Pisten
- 2 Schwarze Pisten (Schwer)
- 6 Rote Pisten (Mittelschwer)
- 8 Blaue Pisten (Leicht)

Bei den Alpinen Skiweltmeisterschaften 1982 fanden Abfahrt, Slalom und Kombination der Damen auf dem Hauser Kaibling statt.

## Sendeanlage
Der aus Stahlbeton bestehende 70 Meter hohe Sendeturm Hauser Kaibling der Österreichischen Rundfunksender GmbH (ORS) für Radio und TV befindet sich auf einer Höhe von 1858 Metern über dem Meeresspiegel.

## Hütten und Gastronomie
Neben einigen nur in der Schisaison geöffneten Hütten gibt es auch einige zusätzlich in der Sommersaison geöffnete gastronomische Einrichtungen, namentlich die Krummholzhütte und das "TOMiziel" direkt an der Bergstation der Schladminger-Tauern-Seilbahn sowie etwa zwei Kilometer davon entfernt die Kaiblingalmhütte auf der gleichnamigen Alm.